# Красная Речка (Чуйская область)
Кра́сная Ре́чка (кирг. Красная Речка) — село в Краснореченском аильном округе Ысык-Атинского района Чуйской области Кыргызстана. Располагается на трассе Бишкек—Токмак в 8 км к востоку от города Кант. В окрестностях села находится известный археологический объект «Краснореченское городище» (Невакет).

## Культура
В селе есть средняя общеобразовательная школа, вспомогательная школа-интернат для детей-сирот и детей, оставшихся без попечения родителей, православный храм и две мечети.
В селе Красная Речка в ранние годы советской власти была основана крупная община христиан-баптистов. Община развивалась с 1920—1930 годов. Основу общины составили переселенцы-баптисты из Прииссыкулья, ранее переехавшие туда из южных регионов России: нынешних Днепропетровской, Запорожской областей. Среди основателей общины старожилы упоминают семьи Сергеевых, Гаврюшенко, Воронянских, Ткаченко, Мантиковых.
Община была вынуждена существовать на нелегальном положении, собираясь в домах активистов, поскольку баптисты в СССР подвергались в ранние годы существования ограничениям со стороны официальных советских властей.
После развала СССР многие семьи баптистов из Красной Речки эмигрировали по специальным программам переселения в США для баптистов.

## Промышленность
- Краснореченский ремонтно-механический завод.